# Théodote d'Ancyre (évêque)
Pour les articles homonymes, voir Théodote d'Ancyre.
Théodote d'Ancyre (mort en 446) était évêque d'Ancyre, la moderne Ankara. Il ne faut pas le confondre avec le saint martyr du même nom (d'un siècle précédent).

## Biographie
D'abord ami et partisan de Nestorius, il devient plus tard l'un de ses adversaires les plus acharnés. Il soutient Cyrille d'Alexandrie au concile d'Éphèse en 431, ce qui provoque son excommunication par les évêques antiochiens lors de leur concile de Tarse (en 432). Dans ses écrits, il se révèle orateur plus que théologien. Sa dévotion à la Vierge Marie lui inspire des louanges riches de rhétorique et d'amour filial.

## Œuvres conservées
- CPG 6124-6141